# Regionalverkehr Sächsische Schweiz-Osterzgebirge
Die Regionalverkehr Sächsische Schweiz-Osterzgebirge GmbH (RVSOE) ist ein Nahverkehrsunternehmen und betreibt mehrere Buslinien und Fährverbindungen, sowie mit der Kirnitzschtalbahn auch eine Straßenbahn. Das Verkehrsgebiet umfasst den namensgebenden Landkreis Sächsische Schweiz-Osterzgebirge sowie Teile der Landeshauptstadt Dresden.
Das Unternehmen ging aus der Verschmelzung der ehemaligen Oberelbischen Verkehrsgesellschaft Pirna-Sebnitz (OVPS) (aufnehmende Gesellschaft) und des Regionalverkehr Dresden (RVD) (übertragende Gesellschaft) mit Wirkung zum 1. Januar 2019 hervor. Vorher hatte die OVPS alle Anteile vom RVD übernommen, die im Besitz von DB Regio waren.

## Geschichte
Der Landkreis Sächsische Schweiz-Osterzgebirge bemühte sich seit längerer Zeit, das Unternehmen Regionalverkehr Dresden GmbH (RVD) komplett zu übernehmen, die im Altkreis Weißeritzkreis den Busverkehr betrieb, jedoch zu 49 Prozent der Deutschen Bahn gehörte. Damit verbunden war das Ziel, den regionalen Busverkehr im Landkreis, der im Altkreis Sächsische Schweiz von der Oberelbischen Verkehrsgesellschaft Pirna-Sebnitz betrieben wurde, zu vereinheitlichen. Auch sollte damit eine sonst in zeitlicher Nähe notwendige Ausschreibung des Regionalverkehrs umgangen werden.
Das Vorhaben scheiterte lange an der Deutschen Bahn, die ihre Anteile nicht verkaufen wollte. Im Sommer 2016 wurde bekannt, dass sich die Bahn zu Verhandlungen bereiterklärt hat. Die Übernahme wurde vom Kreistag beschlossen, Ende September 2016 konnte der Vertrag endgültig besiegelt werden. Der Vertrag wurde am 1. Januar 2017 rechtsgültig, seitdem gehören die Anteile der RVD und somit auch das Unternehmen dem Kreis.
Dem folgte die Fusion mit der OVPS und zwar durch Verschmelzung der ehemaligen Oberelbischen Verkehrsgesellschaft Pirna-Sebnitz (OVPS) (aufnehmende Gesellschaft) und des Regionalverkehr Dresden (RVD) (übertragende Gesellschaft) mit Wirkung zum 1. Januar 2019 unter Umbenennung der OVPS in RVSOE. Somit wurden die Kennzeichen auf PIR umgemeldet. 
Ab Mitte 2019 wurde dann auch die Website der OVPS in RVSOE umbenannt. Seit Juni 2019 erfolgt die Umkennzeichnung an den Bussen der ehemaligen Verkehrsunternehmen, eine Umlackierung wird nur sukzessive vorgenommen. 
Im Zuge der Zusammenlegung beider Betriebe kommt es gelegentlich dazu, dass Fahrzeuge von anderen Standorten kurzzeitig auf dem Gebiet des anderen unterwegs sind. 
Im Sommer 2020 wurde das Stadtgebiet Pirna auf einigen Linien darunter mehr die H/S von Bussen und Fahrer vom Standort Dresden gefahren. 
Die 261 nach Sebnitz und zurück wird ebenso vom Standort Dresden unterstützt. Ansonsten bleibt es dabei, dass viele Fahrer und Fahrzeuge an ihren Heimatstandort verbleiben nur die Linien ihres Bereiches fahren.
Der Schienenersatzverkehr der RB72 wird seit Übernahme der DB Regio wieder vom RVSOE übernommen wo Fahrzeuge aus Altenberg, Liebstadt und Dresden zum Einsatz kommen.
Mit Einführung des Deutschlandtickets zum 1. Mai 2023 konnte der RVSOE bisher 2.700 Neukunden gewinnen.

## Liniennetz

### Straßenbahn
Die RVSOE ist Betreiberin der Kirnitzschtalbahn von Bad Schandau zum Lichtenhainer Wasserfall.

### Stadtverkehre Bus
Stand: 29. August 2022

#### Stadtverkehr Pirna
| Linie | Verbindung |
| ----- | --- |
| G/L   | Stadtmitte – ZOB/Bahnhof – Copitz-West – Liebethal – Graupa – Birkwitz – Copitz-West – ZOB/Bahnhof – Stadtmitte                                                                               |
| H/S   | Sonnenstein – ZOB/Bahnhof – Heidenau – Dresden-Luga – Prohlis im Nachtverkehr: Pirna-Sonnenstein – ZOB/Bahnhof – Copitz-West – Heidenau – Dresden (Luga – Prohlis – Hauptbahnhof – Postplatz) |
| M     | Stadtmitte – ZOB/Bahnhof – Mockethal – Copitz, Gewerbegebiet Nord – Birkwitzer Straße |
| N     | ZOB/Bahnhof – Stadtmitte – Rottwerndorf – Neundorf |
| P     | Stadtmitte – ZOB/Bahnhof – Copitz-West – Birkwitz-Pratzschwitz – Dresden-Söbrigen – Pillnitz Linienkombination P/83 mit DVB AG                                                                |
| Z     | Stadtmitte – ZOB/Bahnhof – Zehista – Zuschendorf – Dohma – Zehista – ZOB/Bahnhof – Stadtmitte                                                                                                 |

#### Stadtverkehr Freital
| Linie | Verbindung |
| ----- | --- |
| 160   | Dresden-Löbtau – Potschappel – Deuben – Hainsberg, Weißeritzpark – Somsdorf / Pfaffengrund Linienkombination mit 348 Richtung Dippoldiswalde GuteNachtLinie                                                             |
| 161   | Pesterwitz / Saalhausen – Zauckerode – Potschappel – Deuben – Hainsberg |
| 162   | Dresden, Gompitzer Höhe – Kesselsdorf – Freital–Wurgwitz – Zauckerode – Deuben – Possendorf – Kreischa – Dresden-Dobritz (ab Dobritz weiter als Linie 86 Laubegast – Heidenau) Linienkombination 86/162//386 mit DVB AG |
| +163  | Wilsdruff – Braunsdorf – Freital–Wurgwitz – Zauckerode – Deuben – Raschelberg PlusBus |
| 164   | (Als Linie 360 Dresden – ) Bannewitz – Freital–Kleinnaundorf / Birkenwäldchen – Birkigt – Deuben – Weißig – Kleinopitz – Oberhermsdorf                                                                                  |
| 166   | (Als Linie 66 Lockwitz/Nickern –) Dresden–Coschütz – Freital–Burgk – Deuben Linienkombination 66/166 mit DVB AG. |
| 337   | (Dresden-Gompitz/Wilsdruff –) Kesselsdorf – Oberhermsdorf – Freital-Weißig/-Wurgwitz – Zauckerode |
| 348   | Deuben – Hainsberg – Rabenau – Dippoldiswalde |

#### Stadtverkehr Heidenau
| Linie | Verbindung                                                                              |
| ----- | --------------------------------------------------------------------------------------- |
| A     | S-Bahnhof – S-Bahnhof Süd – Dohna – Barockgarten Großsedlitz – Stadtzentrum – S-Bahnhof |
| B     | S-Bahnhof – Dohna – Borthen                                                             |

#### Stadtverkehr Dippoldiswalde
| Linie | Verbindung                                                         |
| ----- | ------------------------------------------------------------------ |
| 361   | Dippoldiswalde Nord – Busbahnhof – Dippoldiswalde Süd – Ulberndorf |

#### Stadtverkehr Sebnitz und Neustadt/Sachsen
| Linie  | Verbindung |
| ------ | --- |
| R      | Einkaufspark – Busbahnhof – Seniorenheim – Krankenhaus – Knöchel – Bahnhof – Busbahnhof – Einkaufspark                                  |
| T      | Einkaufspark – Busbf. – Markt – Dolni Poustevna (CZ) – Bahnhof – Knöchel – Krankenhaus – Bahnhof – Markt – Busbahnhof – Einkaufszentrum |
| T KiEZ | Busbahnhof – KiEZ – Bahnhof – SoliVital – Busbahnhof                                                                                    |
| 263    | Stadtverkehr Neustadt/Sachsen: W.-Kaulisch-Str. – Markt – B.-Dietze Ring – Neustadthalle – Markt – W.-Kaulisch-Str.                     |

#### Ortsverkehr Bannewitz
| Linie | Verbindung                                               |
| ----- | -------------------------------------------------------- |
| 351   | Bannewitz – Cunnersdorf – Nöthnitz – Goppeln – Gaustritz |

### Regionalverkehr

#### Regionalverkehr Sächsische Schweiz
| Linie | Verbindung |
| ----- | --- |
|       | Bastei-Shuttle |
| 201   | Heidenau – Burkhardswalde – Glashütte                                                                                             |
| 202   | Heidenau – Maxen – Mühlbach |
| 204   | Pirna – Dohna – Großröhrsdorf – Liebstadt                                                                                         |
| 205   | Pirna – Seidewitztal – Liebstadt – Breitenau                                                                                      |
| 206   | Liebstadt – Döbra – Waltersdorf / Hennersbach                                                                                     |
| 207   | Pirna – Wingendorf – Breitenau / Pirna – Gersdorf – Bad Gottleuba                                                                 |
| 209   | Pirna – Cotta – Friedrichswalde-Ottendorf/Bad Gottleuba                                                                           |
| 214   | Bad Gottleuba – Oelsen – Bad Gottleuba                                                                                            |
| 216   | Pirna – Berggießhübel – Bad Gottleuba – Bahratal                                                                                  |
| 217   | Tisá-Linie: (Pirna) – Bahratal – Petrovice – Tisá – Snezník – Rosenthal – (Königstein)                                            |
| 218   | Pirna – Langenhennersdorf – Bahratal                                                                                              |
| +219  | Tisá-Linie: Pirna – Cotta – Berggießhübel – Bad Gottleuba – Bahratal – (Tisá) PlusBus                                             |
| 229   | Dresden-Bühlau – Rossendorf |
| 232   | Helmsdorf – Stolpen / Heeselicht – Langenwolmsdorf / Stolpen – Helmsdorf – Dürrröhrsdorf / Langenwolmsdorf – Stolpen – Heeselicht |
| 233   | Wilschdorf – Dürrröhrsdorf / Elbersdorf – Porschendorf – Dürrröhrsdorf                                                            |
| 234   | Pirna – Dürrröhrsdorf-Dittersbach – Stolpen – Neustadt                                                                            |
| 235   | Hohnstein – Ehrenberg – Ulbersdorf                                                                                                |
| 236   | Pirna – Dürrröhrsdorf-Dittersbach – Stürza – Hohnstein – Sebnitz                                                                  |
| 237   | Bastei-Linie: Pirna – Bastei – Rathewalde – Hohnstein – Sebnitz                                                                   |
| 238   | Pirna – Mockethal – Stadt Wehlen / Pirna – Lohmen – Stadt Wehlen                                                                  |
| 239   | Stadt Wehlen – Uttewalde – Bastei (– 237 Pirna)                                                                                   |
| 241   | Kirnitzschtal-Linie: Pirna – Königstein – Bad Schandau – Hinterhermsdorf                                                          |
| 242   | Bielatal-Linie: Königstein – Rosenthal – (Schneeberg – Tisá)                                                                      |
| 244   | Steine-Linie: Königstein – Kurort Gohrisch – Papstdorf – Cunnersdorf                                                              |
| 245   | Bielatal-Linie: Pirna – Leupoldishain – Rosenthal                                                                                 |
| 246   | Pirna – Naundorf – Weißig – Königstein / Pirna-Copitz – Leupoldishain – Königstein                                                |
| 247   | Rosenthal – Bad Gottleuba – Berggießhübel                                                                                         |
| 251   | Bad Schandau – Krippen – Kleingießhübel                                                                                           |
| 252   | Reinhardtsdorf-Schöna – (Kleingießhübel –) Bad Schandau – Ostrau/Schmilka                                                         |
| 253   | Lilienstein-Linie: Bad Schandau – Prossen – Waltersdorf – Lilienstein                                                             |
| 254   | Felsen-Linie: Bad Schandau – Hohnstein (– Heeselicht) – Bastei – Pirna                                                            |
| 260   | Panorama-Linie: Bad Schandau – Sebnitz                                                                                            |
| +261  | Hochland-Linie: Sebnitz – Neustadt – Stolpen – Dresden PlusBus                                                                    |
| 263   | Oberottendorf – Rückersdorf – Neustadt – Langburkersdorf                                                                          |
| 264   | Hohnstein – Neustadt – Bischofswerda                                                                                              |
| 265   | Stolpen – Lauterbach – Langenwolmsdorf – Stolpen                                                                                  |
| 267   | Sebnitz – Krumhermsdorf – Neustadt – Steinigtwolmsdorf / Neustadt – Steinigtwolmsdorf – Neukirch – Bautzen                        |
| 268   | Panorama-Linie: Sebnitz – Saupsdorf – Hinterhermsdorf                                                                             |
| 269   | Panorama-Linie: Sebnitz – Ottendorf – Hinterhermsdorf                                                                             |

#### Regionalverkehr Osterzgebirge
| Linie | Verbindung |
| ----- | --- |
| +333  | Dresden (Hauptbahnhof – Südvorstadt – Löbtau – Gorbitz – Gompitzer Höhe) – Kesselsdorf – Wilsdruff – Mohorn – Hetzdorf PlusBus – GuteNachtLinie                                           |
| 336   | Wilsdruff – Helbigsdorf – Mohorn |
| 337   | (Dresden–Gompitz/Wilsdruff –) Kesselsdorf – Oberhermsdorf – Freital-Weißig/-Wurgwitz – Zauckerode                                                                                         |
| 343   | Tharandt – Edle Krone – Dorfhain – Klingenberg |
| 344   | Freital – Tharandt – Grumbach – Wilsdruff |
| 345   | Ortsverkehr Tharandt: (Freital -) Tharandt – Kurort Hartha |
| 346   | Tharandt – Großopitz – Freital-Weißig |
| 347   | Rabenau – Obernaundorf – Possendorf |
| +348  | Freital (Deuben – Hainsberg) – Rabenau – Dippoldiswalde PlusBus |
| 352   | Dresden (Hauptbahnhof – TU – Südhöhe) – Boderitz – Bannewitz – Possendorf |
| 353   | (Als Linie 88 Dresden-Kleinzschachwitz – Prohlis – Goppeln) – Possendorf Linienkombination 88/353 mit DVB AG                                                                              |
| +360  | Dresden (Hauptbahnhof – TU – Südhöhe) – Bannewitz – Dippoldiswalde – Kurort Kipsdorf – Kurort Altenberg – Zinnwald PlusBus – GuteNachtLinie                                               |
| 362   | Dippoldiswalde Nord – Busbahnhof – Reichstädt Wendeplatz |
| 363   | Freital – Tharandt – Fördergersdorf – Grillenburg – Klingenberg |
| 365   | Schmiedeberg – Hennersdorf – Hartmannsdorf – Frauenstein – Hermsdorf – Rechenberg-Bienenmühle TaktBus                                                                                     |
| 366   | Dresden, Hauptbahnhof – Coschütz – Gittersee – Kleinnaundorf / Birkenwäldchen – Bannewitz – Possendorf                                                                                    |
| 367   | Kurort Kipsdorf – Schellerhau – Kurort Altenberg – Zinnwald – Geising |
| 368   | Glashütte – Bärenstein – Lauenstein – Liebenau – Fürstenau – Geising – Kurort Altenberg                                                                                                   |
| 369   | (Dippoldiswalde –) Johnsbach – Glashütte |
| 370   | Dippoldiswalde – Schmiedeberg – Falkenhain – Oberbärenburg – Kurort Altenberg |
| 372   | Eilbus: Glashütte – Niederschlottwitz – Dohna – Heidenau |
| 373   | Kurort Altenberg – Rehefeld – Hermsdorf |
| 374   | Kurort Altenberg – Kurort Oberbärenburg (– Kipsdorf) |
| 375   | Dippoldiswalde – Paulsdorf – Ruppendorf – Höckendorf – Borlas |
| 376   | Dippoldiswalde – Seifersdorf – Borlas – Rabenau – Freital |
| 378   | Schmiedeberg – Hennersdorf – Schönfeld – Hermsdorf |
| 379   | Ruppendorf – Klingenberg – Pretzschendorf – Hartmannsdorf/Frauenstein |
| 380   | Dippoldiswalde – Ruppendorf – Pretzschendorf |
| 382   | Dippoldiswalde – Ruppendorf – Edle Krone – Tharandt/Dorfhain |
| 385   | Glashütte – Börnchen – Liebenau – Lauenstein – Geising |
| 386   | Glashütte – Reinhardtsgrimma – Hausdorf – Kreischa – Dresden (Lockwitz – Prohlis – Dobritz) (ab Dobritz weiter als Linie 86 Laubegast – Heidenau) Linienkombination 86/162/386 mit DVB AG |
| 387   | Dippoldiswalde – Frauendorf – Reinhardtsgrimma |
| +388  | Dippoldiswalde – Niederfrauendorf – Glashütte PlusBus |
| 389   | Dippoldiswalde – Reinhardtsgrimma – Schlottwitz – Glashütte |
| 398   | Kurort Altenberg – Zinnwald – Teplice |

### PlusBus
Die RVSOE übernahm von der RVD das Konzept des PlusBusses und führt die dort betriebenen Linien weiter: Die Linien 333, 348 und 388 verkehren seit 10. Juni 2018 als PlusBusse, seit 9. Dezember 2018 ebenfalls die Linie 360, am 19. August 2019 folgte die Linie 261. Die betroffenen Linien sind mit einem Plus hinterlegt.
| Linie | Verbindung |
| ----- | --- |
| +219  | Tisá-Linie: Pirna – Cotta – Berggießhübel – Bad Gottleuba – Bahratal – (Tisá)                                          |
| +261  | Dresden – Stolpen – Neustadt – Sebnitz                                                                                 |
| +333  | Dresden (Hauptbahnhof – Südvorstadt – Löbtau – Gorbitz – Gompitzer Höhe) – Kesselsdorf – Wilsdruff – Mohorn – Hetzdorf |
| +348  | Freital (Deuben – Coßmannsdorf) – Rabenau – Dippoldiswalde                                                             |
| +360  | Dresden (Hauptbahnhof – TU – Südhöhe) – Bannewitz – Dippoldiswalde – Kurort Kipsdorf – Kurort Altenberg – Zinnwald     |
| +388  | Dippoldiswalde – Niederfrauendorf – Glashütte                                                                          |

### Fähren
| Linie | Verbindung                                                    |
| ----- | ------------------------------------------------------------- |
|       | Wanderschiff Bad Schandau – Hrensko                           |
| F1    | Grenzüberschreitende Fährverbindung Schöna (D) – Hrensko (CZ) |
| F2    | Fährstelle Schmilka                                           |
| F3    | Fährstelle Postelwitz                                         |
| F4    | Fährstelle Krippen – Bad Schandau, Stadt                      |
| F5    | Fährstelle Bad Schandau, Stadt – Bad Schandau, Bahnhof        |
| F6    | Fährstelle Königstein                                         |
| F8    | Fährstelle Stadt Wehlen                                       |
| F9    | Fährstelle Pirna-Copitz – Pirna                               |
| F10   | Fährstelle Birkwitz – Heidenau                                |

### Ehemalige Linien
| Linie | Verbindung                                                | Einstellung       |
| ----- | --------------------------------------------------------- | ----------------- |
| C     | Citybus Pirna: S-Bahnhof – Markt – Stadtmitte – S-Bahnhof | 31. Dezember 2019 |

## Fahrzeuge

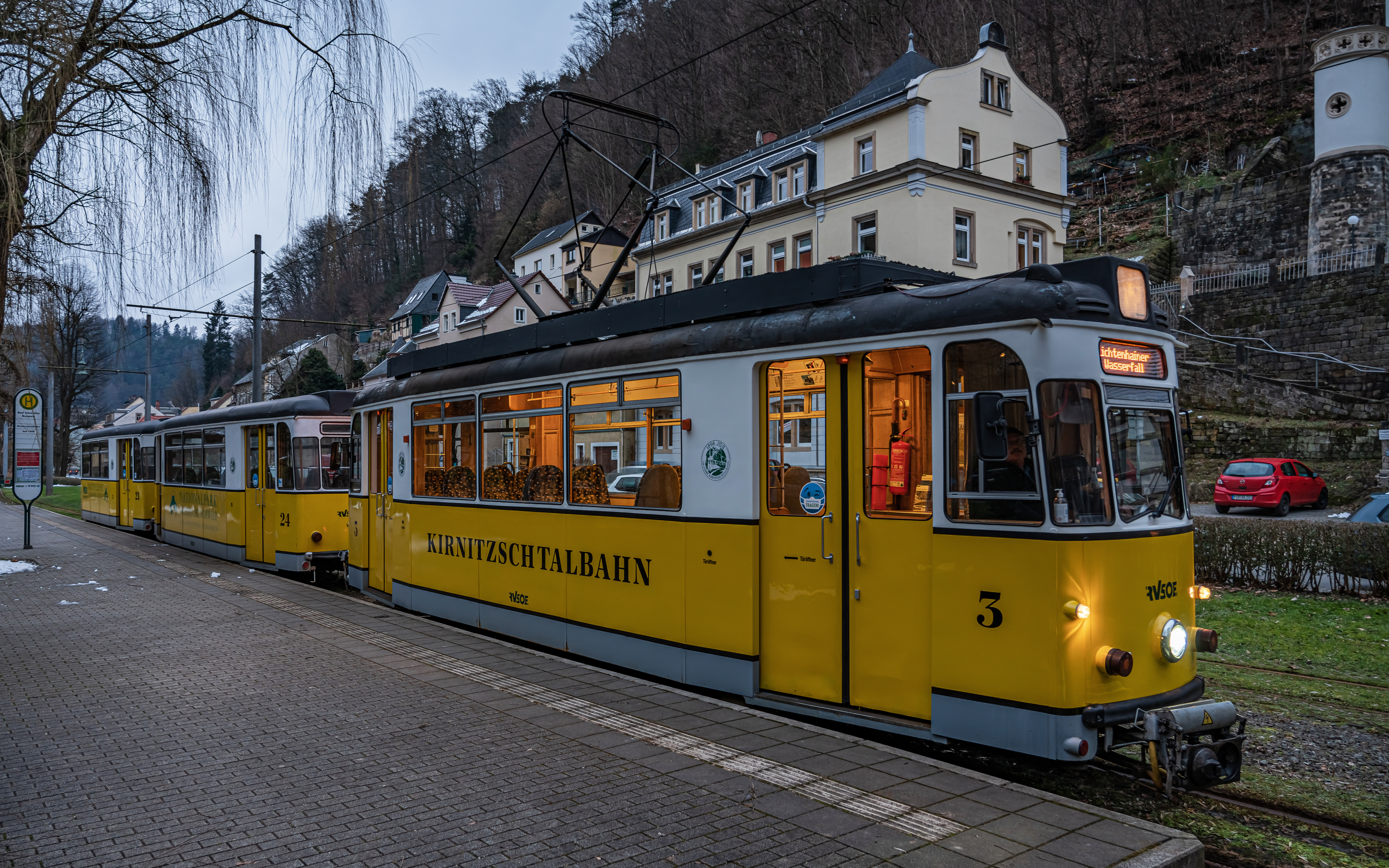
Kirnitzschtalbahn am Kurpark in Bad Schandau

### Straßenbahn
Die Kirnitzschtalbahn setzt verschiedene Bauarten von Trieb- und Beiwagen des Typs „Gotha“ ein. Dazu gibt es noch einen kleinen Bestand historischer Bahnen.

### Bus

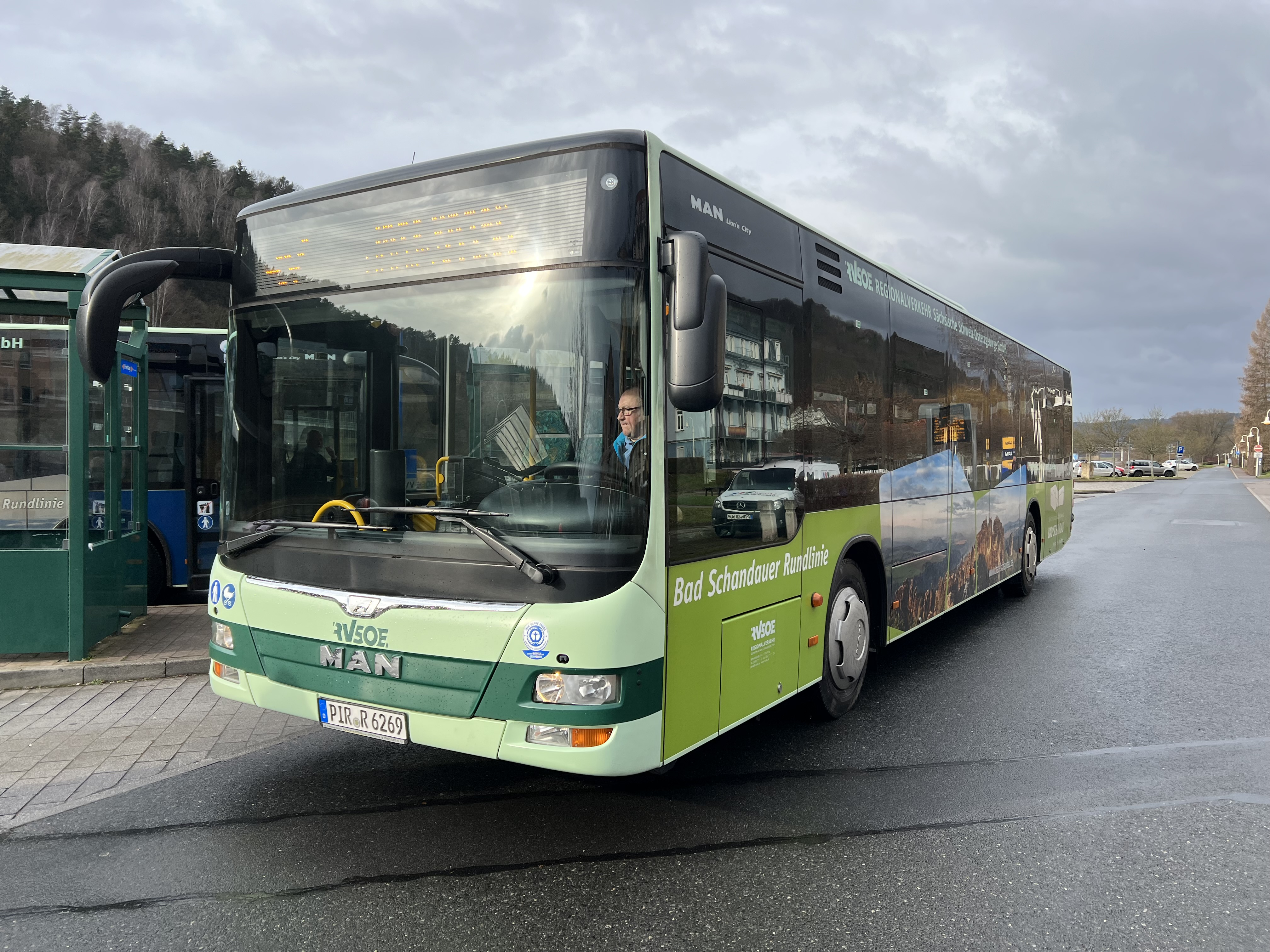
Bus am Elbkai in Bad Schandau

Die Busflotte der RVSOE besteht aus etwa 250 Omnibussen von den Herstellern MAN, Mercedes-Benz, Setra, Solaris und Iveco.
Im März 2021 wurde bekannt, dass durch Fördergelder in Höhen von 2,7 Millionen Euro die Beschaffung von 30 neuen Omnibussen möglich wird, darunter 3 Standardgelenkomnibusse. Die neu zu beschaffenden Fahrzeuge sollen den Fuhrpark verjüngen, ein Ausbau der Flotte ist damit nicht vorgesehen.

### Fähre
Die aus 10 Schiffen bestehende Flotte macht die RVSOE eigenen Angaben zufolge zum größten Binnen-Fährbetrieb Deutschlands.

## Kundenservice
Der RVSOE unterhält insgesamt 4 Servicebüros, in denen Mitarbeiter Beratung zum Fahrplan, Tarif und Ausflugsmöglichkeiten in der Sächsisch-Böhmischen Schweiz sowie im Verkehrsverbund Oberelbe geben. Außerdem ist der Erwerb von Fahrausweisen und Fahrplanbücher vor Ort möglich. Ebenfalls befindet sich in jeden Servicebüro ein Fundbüro.
Aktuell gibt es Servicebüros in Bad Schandau im Nationalparkbahnhof, in Pirna am ZOB beim Bahnhof, in Dippoldiswalde unmittelbar am Busbahnhof und in Freital am Busbahnhof Deuben.